# Aeschnophlebia cucphuongensis
Aeschnophlebia cucphuongensis – gatunek ważki z rodziny żagnicowatych (Aeshnidae). Występuje w Laosie i Wietnamie.